# Sankelmark
Sankelmark este o comună din landul Schleswig-Holstein, Germania.